# Czechowice (gmina)
Czechowice – dawna jednostkowa gmina wiejska w  woj. śląskim, także figurująca w ustawodawstwie polskim w latach 50. w woj. katowickim. Siedzibą władz gminy były Czechowice (obecnie dzielnica Czechowic-Dziedzic).
Jako gmina jednostkowa, Czechowice należały od 28 lipca 1920 roku do woj. śląskiego (powiat bielski).
1 grudnia 1945 roku z Czechowic i sąsiednich Dziedzic utworzono zbiorową gminę Czechowice-Dziedzice (reforma gminna).
Odtąd, wszystkie powojenne wykazy jednostek administracyjnych wymieniają już gminę Czechowice-Dziedzice, nigdy gminy Czechowice i Dziedzice oddzielne. Natomiast zapis gmina Czechowice figuruje w rozporządzeniu z 1950 roku, kiedy to miała do niej być włączona zniesiona gmina Dziedzice, po czym gminie Czechowice miał być nadany status miasta z dniem 1 stycznia 1951. Ponieważ brak jest jakichkolwiek informacji o istnieniu wiejskiej gminy o nazwie Czechowice (czy Dziedzice) po wojnie (oprócz owego doraźnego rozporządzenia z 1950 roku), a oficjalne wykazy powojenne jej w ogóle nie wymieniają, sugeruje to że wyrażenie „gmina” w rozporządzeniu z 1950 roku mylnie nawiązuje do jednostki przedwojennej, t.zn. gminy jednostkowej Dziedzice (por. też gmina Krzyżkowice, gmina Orzepowice, gmina Paprocany, gmina Pietrzkowice, gmina Pstrążna, gmina Szczygłowice, gmina Wilkowyje, gmina Zamysłów, gmina Zielona, gmina Stelmachowo, Miasta w województwie białostockim w latach 1944–1950). 
Utworzone w 1951 roku miasto nosiło nazwę Czechowice do 21 listopada 1958 roku, kiedy to przemianowano je na Czechowice-Dziedzice.